# HD 48265 b
HD 48265 b (بالإنجليزية: HD 48265 b)‏ الذي يرمز له بالرمز HD 48265b، هو كوكب خارج المجموعة الشمسية، في كوكبة الكوثل، يتبع HD 48265 ‏.

## الاكتشاف
اكتشف في 29 أكتوبر 2008، وكانت طريقة الاكتشاف دوبلر الطيفي.